# Запад (противолодочный ракетный комплекс)
РПК-8 «Запад» — противолодочный ракетный комплекс на базе РБУ-6000. Является глубокой модернизацией бомбомётной установки РБУ-6000. Принят на вооружение ВМФ СССР 26 ноября 1991 года и состоит на вооружении ВМФ РФ.

## История
Разработан в конце 1980-х годов в НПО «Сплав» им. А. Н. Ганичева. Данный комплекс должен был заменить РПС типа «Смерч-2» (РБУ-6000) и «Смерч-3» (РБУ-1000). Принятие на вооружение — 26 ноября 1991 года.

## Описание
В качестве пусковой установки для РПК-8 была взята РБУ-6000. В отличие от РБУ-6000 РПК-8 имеет доработанную СУО и новую противолодочную ракету 90Р с гравитационным снарядом 90СГ, что существенно доказывает преимущество РПК-8 над РБУ-6000.
Варианты ПЛУР 90Р:
- 90Р — базовая версия с механической установкой взрывателя.
- 90Р1 — вариант 90Р с установкой взрывателя индуционным методом.

## Носители
- Россия — Сторожевые корабли проекта 11540;

Малые противолодочные корабли проекта 1124
- Индия — Фрегаты типа «Шивалик»